# Hotel (Spiel)
Hotel (in vielen Ländern Hotels) ist ein 1974 bei Denys Fisher Toys erschienenes Brettspiel von Denys Fisher, welches seit 1986 von Milton Bradley/Hasbro vertrieben wird. Auch von Flair Games gibt es das Spiel als Hotel Las Vegas. Im Jahr 2004 erschien das Spiel bei Parker Brothers. 2013 wurde eine Neuauflage unter dem Namen Hotel Tycoon bei Asmodee Deutschland veröffentlicht.
Hotel ist für zwei bis vier Spieler ab acht Jahren geeignet. Ziel ist es, sich ähnlich dem Spiel Monopoly als Monopolist die meisten Hotels anzueignen und gleichzeitig seine Mitspieler in die Insolvenz zu treiben.

## Spielverlauf

### Ziel des Spieles
Auf dem Spielbrett befindet sich ein Weg, auf dem verschiedene Aktionsfelder gezeichnet sind. Links und rechts davon befinden sich Grundstücke, welche zu erwerben sind, diese lassen sich durch Hotelbauten und Eingänge dorthin aufwerten. Wer – durch die Würfelzahl bestimmt – an den Eingängen anhält, logiert dort und bezahlt die entsprechende Miete. Durch An- und Verkauf von Hotels und ganzer Anlagen sowie Geldknappheit der einzelnen Mitspieler geht schließlich einer der Spieler als Sieger hervor, indem er alle Konzerne besitzt oder die anderen Spieler allesamt kein Geld mehr haben.
Da es im Gegensatz zu Monopoly weder Ereigniskarten gibt noch (um einen kurzfristigen Geldmangel zu kompensieren) Hypotheken aufgenommen werden können, besteht die Gefahr, dass das Spiel nach dem fertigen Ausbau aller Hotelkomplexe eher monoton wird – es wird schließlich nur noch gewürfelt und der jeweilige Hotelübernachtungspreis abgeführt (bis ein Spieler nach dem anderen insolvent wird). Sind die einzelnen Hotels sehr ausgeglichen auf die Mitspieler verteilt, kann das Spiel zudem sehr lange dauern.

### Detaillierter Spielablauf
Es wird im Uhrzeigersinn gewürfelt, wobei der jüngste Spieler anfängt. Je nachdem, auf welchem Aktionsfeld man mit seiner Spielfigur, einem bunten Spielzeug-Automobil, landet, gibt es verschiedene Möglichkeiten:
- Das "Kaufen"-Feld zeichnet sich durch das Symbol des Geldbündels aus. Dort hat der Spieler die Möglichkeit, das angrenzende Grundstück zu kaufen (auf einem Feld sind bis zwei angrenzende Grundstücke möglich, jedoch kann man in einem Spielzug nur eins kaufen). Der Kaufpreis ist auf der zugehörigen Karte vermerkt.
- Das "Baugenehmigungs-/Bau"-Feld zeigt (je nach Version) einen Bauhelm bzw. einen Bauplan samt Vermessungsgerät. Nun hat der Spieler die Option eine Baugenehmigung, für eines seiner Grundstücke, das ihm gehört und nicht angrenzen muss, zu beantragen, um Hotelgebäude zu errichten. Möchte er dies, muss der Spieler zunächst festlegen, wie viele Gebäude er auf dem gewählten Grundstück bauen will (mind. eins, max. alle auf einmal). Dann muss mit einem separaten Würfel gewürfelt werden, der folgende Seiten aufweist: Rot bedeutet, der Spieler erhält keine Baugenehmigung und darf in diesem Spielzug nicht bauen. Grün (3× auf dem Würfel vorhanden) bedeutet, er baut Gebäude zum festgeschriebenen Preis, den er an die Bank zahlt. 2x bedeutet, er baut das Gebäude zum doppelten Preis. Außerdem existiert noch ein Gratisfeld (H) auf dem Würfel, bei dem der Spieler das oder die Gebäude geschenkt bekommt. (Wenn eine Baugenehmigung erteilt wurde, muss der Spieler in jedem Fall die beantragten Gebäude bauen (ggf. also auch zum doppelten Preis). Die einzige Alternative zum Bau ist dann eine Versteigerung des Grundstücks samt allen bereits vorhandenen Gebäuden an einen anderen Mitspieler. (In diesem Fall wird das beantragte dann nicht gebaut.) Nach und nach wachsen die Anlagen an. Zuletzt werden noch (ohne vorherige Baugenehmigung und ohne vorher auf einem bestimmten Spielfeld gelandet zu sein) Freizeitparks angelegt, die den jeweiligen Hotelkomplex abrunden.
- Das "Treppen"-Feld vor dem Rathaus: Hier kann der Spieler Eingänge kaufen (einen Eingang pro Hotel mit mindestens einem errichteten Gebäude).
- Weitere Sonderfelder, die den Gratisbau von Gebäuden oder Eingängen ermöglichen.
- Der Handel mit anderen Spielern ist möglich, wenn man auf ein "Kaufen-Feld" landet und ein  Mitspieler ein angrenzendes Grundstück bereits besitzt, allerdings ohne Gebäude. Er muss dieses Grundstück dann zum halben Preis verkaufen.

Landet der Spieler nun auf einem Feld, bei dem sich links oder rechts davon ein Eingang befindet, zahlt er den Mietzins zur Übernachtung dem jeweiligen Besitzer. Die Höhe des Mietzinses richtet sich dabei nach der Ausbaustufe des Hotels (= Sterne-Kategorie) und der Anzahl der Übernachtungen (1 bis 6). Letztere wird durch einen zusätzlichen Wurf mit dem normalen Würfel ermittelt.

## Ausstattung
Das Spiel ist dem Klassiker Monopoly sehr verwandt, ist aber eine durch grafische Elemente verfeinerte Variante: So ist Hotel bekannt für seine kreative Ausstattung. Die Gebäude der verschiedenen Hotelkonzerne bestehen aus farbigem Karton, welcher mit Kunststoffelementen ergänzt wird (Dächer und Sockel), um den Gebäuden mehr Stabilität zu verleihen.

## NeuauflageHotel Tycoon
Für die im Jahr 2013 bei Asmodee erschienene Neuauflage des Spiels wurde es grafisch komplett überarbeitet. Auch die Hotelgebäude erhielten neue Namen und eine optische Veränderung. Das Boomerang Hotel wurde in der Variante zum Reef Resort, das Fujiyama zum Dragon Gate und das frühere Hotel L'Etoile zum Hotel La Reine, welches nun aus nurmehr vier statt fünf Gebäuden bestand. Ebenso wurde der Spielplan verkleinert.